# Institut national de défense radio de la Suède
Pour les articles homonymes, voir FRA.
L'Institut national de défense radio de la Suède ou Försvarets radioanstalt (FRA) est un service de renseignements suédois spécialisé dans le renseignement d'origine électromagnétique qui travaille en étroite collaboration avec le Upplands regemente, un régiment de l'armée suédoise.

## Historique
Le FRA a été fondé pendant la Seconde Guerre mondiale au moment où Arne Beurling faisait des travaux en cryptographie. Son siège se trouve à Lovön, à 15 km à l'ouest du centre de Stockholm. En 2007, le FRA avait un budget de 514 millions de couronnes suédoises et employait environ 700 personnes.
Le FRA utilisait en 2007 le 5e plus puissant superordinateur au monde et il semble qu'il aurait procédé à des écoutes électroniques illégales pendant une décennie. Pour ces deux raisons, il a été fait des rapprochements avec le programme Echelon, ce qui a donné naissance au terme Swechelon, mot-valise obtenu à partir de Sweden et « Echelon ».

## Buts
Les buts du FRA sont de :
- intercepter et analyser les signaux;
- identifier les menaces de l'extérieur;
- sécuriser les données du gouvernement suédois et des entreprises détenues par ce gouvernement;
- aider l'armée suédoise en lui transmettant des informations de nature militaire[2],[3];
- analyser les systèmes cryptographiques destinés à l'usage du gouvernement et de l'armée suédoises.

## Proposition 2006/07:63
En juin 2008, le gouvernement suédois est à même de préparer un projet de loi  qui, s'il est passé en loi, donnera au FRA le droit d'examiner toutes transmissions internet qui transitera sur le territoire suédois dans le but de découvrir des activités terroristes. Les entreprises de téléphonie finlandaises ont exprimé leurs inquiétudes à propos de ce projet, car elles ne pourront plus légalement transmettre d'appel téléphoniques via la Suède. Peter Fleischer, conseiller chez Google, a écrit :
« En introduisant des nouvelles mesures, le gouvernement de la Suède suit les exemples de différents gouvernements, en passant de la Chine à l'Arabie saoudite aux États-Unis, dont le programme d'écoute électronique a été largement critiqué. Est-ce que les Suédois souhaitent vraiment que leur pays devienne l'endroit où il y a le programme de surveillance gouvernementale le plus dur de toute l'Europe ? »
Différentes sources, rapportent que le FRA effectuait de l'écoute électronique de citoyens suédois depuis une décennie, probablement sans autorisation. Selon le directeur de la FRA, Ingvar Åkesson, l'institut a détruit toutes les données vieilles de plus de 18 mois. Selon les données disponibles, Åkesson confirme que le FRA a recueilli des informations sur les étrangers et les citoyens suédois.
Une ONG, Justice Center, a porté en juillet 2008 la proposition de loi devant la Cour européenne des droits de l'homme (CEDH), affirmant qu'elle violait les articles 8 et 13 de la Convention européenne, portant sur le droit à la vie privée et au recours effectif .
En septembre 2008, sous la pression de l'opinion publique, la loi a été profondément remaniée. Le critère de « menaces extérieures », en particulier, a été modifié en « menace militaire extérieure »,.

## Écoutes électroniques illégales
Rick Falkvinge, chef du parti politique suédois Piratpartiet, a enregistré en 2007 une conversation, sur fichier mp3, tenue avec Anders Wik, responsable du personnel du FRA à un certain moment. Wik, ignorant que Falkvinge enregistrait la conversation, a affirmé que l'institut faisait déjà des écoutes téléphoniques illégales. Wik a aussi affirmé que la Proposition 2006/07:63 n'avait que pour but de légitimer a posteriori les écoutes électroniques du FRA. L'enregistrement a été publié lors d'une manifestation à Stockholm le 31 mai 2008. Computer Sweden a publié un article sur cette conversation enregistrée. Anders Wik aurait affirmé qu'il n'avait aucun doute sur la véracité de l'enregistrement fait par Falkvinge. Max Andersson, représentant des Verts suédois, a exigé une enquête à la suite de la parution de l'article.

## Puissance de calcul et usages présumés
La liste du 5 novembre 2007 publiée par TOP500 montre que la FRA exploite le 5e superordinateur le plus puissant au monde,. Selon Jonas Strömbäck, chef du personnel du FRA, le superordinateur est utilisé pour « la cryptographie et la sécurité de l'information »,. Christian Engström, numéro deux du Piratpartiet, spécule que le superordinateur sera utilisé pour « casser » le système cryptographique A5/1 implanté dans le GSM et renvoie à un document officiel du FRA. Dans le document, le FRA affirme qu'il a fait des percées significatives dans la cryptanalyse pendant l'année passée et que le FRA a besoin de plus de puissance de calcul pour profiter de ces percées. Selon Engström, cette révélation semble confirmer les faiblesses du A5/1.

### Citations originales
1. ↑  By introducing these new measures, the Swedish government is following the examples set by governments ranging from China and Saudi Arabia to the US government’s widely criticised eavesdropping programme. Do Swedish citizens really want their country to have the most aggressive government surveillance laws in Europe?. Source : (en) Peter Fleischer: Privacy...?: Sweden and government surveillance